# Comuna Potorîțea, Sokal
Potorîțea (în ucraineană Поториця) este o comună în raionul Sokal, regiunea Liov, Ucraina, formată din satele Horbkiv, Potorîțea (reședința) și Velîkîi.

## Demografie
Componența lingvistică a comunei Potorîțea
     Ucraineană (99,46%)
     Alte limbi (0,47%)
Conform recensământului din 2001, majoritatea populației comunei Potorîțea era vorbitoare de ucraineană (99,46%), existând în minoritate și vorbitori de alte limbi.